# Éliminatoires de la Coupe du monde de football 2010, zone Europe, groupe 3
Cet article donne les résultats des matches du groupe 3 de la zone Europe du tour préliminaire de la coupe du monde de football 2010.

## Classement
| Rang | Équipe          | Pts | J  | G | N | P  | Bp | Bc | Diff |  | Résultats (▼ dom., ► ext.) |     |     |     |     |     |      |
| ---- | --------------- | --- | -- | - | - | -- | -- | -- | ---- |  | -------------------------- | --- | --- | --- | --- | --- | ---- |
| 1    | Slovaquie       | 22  | 10 | 7 | 1 | 2  | 22 | 10 | +12  |  | Slovaquie                  |     | 0-2 | 2-2 | 2-1 | 2-1 | 7-0  |
| 2    | Slovénie        | 20  | 10 | 6 | 2 | 2  | 18 | 4  | +14  |  | Slovénie                   | 2-1 |     | 0-0 | 2-0 | 3-0 | 5-0  |
| 3    | Tchéquie        | 16  | 10 | 4 | 4 | 2  | 17 | 6  | +11  |  | Tchéquie                   | 1-2 | 1-0 |     | 0-0 | 2-0 | 7-0  |
| 4    | Irlande du Nord | 15  | 10 | 4 | 3 | 3  | 13 | 9  | +4   |  | Irlande du Nord            | 0-2 | 1-0 | 0-0 |     | 3-2 | 4-0  |
| 5    | Pologne         | 11  | 10 | 3 | 2 | 5  | 19 | 14 | +5   |  | Pologne                    | 0-1 | 1-1 | 2-1 | 1-1 |     | 10-0 |
| 6    | Saint-Marin     | 0   | 10 | 0 | 0 | 10 | 1  | 47 | -46  |  | Saint-Marin                | 1-3 | 0-3 | 0-3 | 0-3 | 0-2 |      |

- La Slovaquie est qualifiée.
- La Slovénie est barragiste.

## Résultats et calendrier
Le calendrier des matchs a été décidé lors d'une réunion des différentes fédérations à Bratislava (Slovaquie), le 16 janvier 2008.
| 6 septembre 2008 | Pologne             | 1 – 1 | Slovénie  | Stade de Maślice, Wrocław                          |                                                    |
| 17:00 UTC+2      | Żewłakow 17e (pen.) |       | Dedič 35e | Spectateurs : 7 300 Arbitrage : Kristinn Jakobsson | Spectateurs : 7 300 Arbitrage : Kristinn Jakobsson |
| 17:00 UTC+2      | Rapport             |       |           | Spectateurs : 7 300 Arbitrage : Kristinn Jakobsson | Spectateurs : 7 300 Arbitrage : Kristinn Jakobsson |

| 6 septembre 2008 | Slovaquie               | 2 – 1 | Irlande du Nord  | Tehelne Pole, Bratislava                       |                                                |
| 17:30 UTC+2      | Škrtel 46e · Hamšík 70e |       | Ďurica 81e (csc) | Spectateurs : 5 445 Arbitrage : Nikolai Ivanov | Spectateurs : 5 445 Arbitrage : Nikolai Ivanov |
| 17:30 UTC+2      | Rapport                 |       |                  | Spectateurs : 5 445 Arbitrage : Nikolai Ivanov | Spectateurs : 5 445 Arbitrage : Nikolai Ivanov |

| 10 septembre 2008 | Saint-Marin | 0 – 2 | Pologne                           | Stadio Olimpico, Serravalle                           |                                                       |
| 20:30 UTC+2       |             |       | Smolarek 36e · R. Lewandowski 66e | Spectateurs : 2 374 Arbitrage : Christóforos Zográfos | Spectateurs : 2 374 Arbitrage : Christóforos Zográfos |
| 20:30 UTC+2       | Rapport     |       |                                   | Spectateurs : 2 374 Arbitrage : Christóforos Zográfos | Spectateurs : 2 374 Arbitrage : Christóforos Zográfos |

| 10 septembre 2008 | Irlande du Nord | 0 – 0 | Tchéquie | Windsor Park, Belfast                       |                                             |
| 19:45 UTC+1       |                 |       |          | Spectateurs : 12 882 Arbitrage : Ivan Bebek | Spectateurs : 12 882 Arbitrage : Ivan Bebek |
| 19:45 UTC+1       | Rapport         |       |          | Spectateurs : 12 882 Arbitrage : Ivan Bebek | Spectateurs : 12 882 Arbitrage : Ivan Bebek |

| 10 septembre 2008 | Slovénie          | 2 – 1 | Slovaquie   | Stadion Ljudski vrt, Maribor                      |                                                   |
| 20:45 UTC+2       | Novakovič 22e 82e |       | Jakubko 83e | Spectateurs : 9 900 Arbitrage : Svein Oddvar Moen | Spectateurs : 9 900 Arbitrage : Svein Oddvar Moen |
| 20:45 UTC+2       | Rapport           |       |             | Spectateurs : 9 900 Arbitrage : Svein Oddvar Moen | Spectateurs : 9 900 Arbitrage : Svein Oddvar Moen |

| 11 octobre 2008 | Pologne                         | 2 – 1 | Tchéquie  | Stade de Silésie, Chorzów                       |                                                 |
| 20:30 UTC+2     | Brożek 27e · Błaszczykowski 53e |       | Fenin 87e | Spectateurs : 38 293 Arbitrage : Wolfgang Stark | Spectateurs : 38 293 Arbitrage : Wolfgang Stark |
| 20:30 UTC+2     | Rapport                         |       |           | Spectateurs : 38 293 Arbitrage : Wolfgang Stark | Spectateurs : 38 293 Arbitrage : Wolfgang Stark |

| 11 octobre 2008 | Saint-Marin | 1 – 3 | Slovaquie                           | Stadio Olimpico, Serravalle                  |                                              |
| 20:30 UTC+2     | Selva 45e   |       | Šesták 33e · Kozák 39e · Karhan 50e | Spectateurs : 1 037 Arbitrage : Sascha Kever | Spectateurs : 1 037 Arbitrage : Sascha Kever |
| 20:30 UTC+2     | Rapport     |       |                                     | Spectateurs : 1 037 Arbitrage : Sascha Kever | Spectateurs : 1 037 Arbitrage : Sascha Kever |

| 11 octobre 2008 | Slovénie                        | 2 – 0 | Irlande du Nord | Stadion Ljudski vrt, Maribor                                |                                                             |
| 20:45 UTC+2     | Novakovič 84e · Ljubijankič 85e |       |                 | Spectateurs : 12 385 Arbitrage : Eduardo Iturralde González | Spectateurs : 12 385 Arbitrage : Eduardo Iturralde González |
| 20:45 UTC+2     | Rapport                         |       |                 | Spectateurs : 12 385 Arbitrage : Eduardo Iturralde González | Spectateurs : 12 385 Arbitrage : Eduardo Iturralde González |

| 15 octobre 2008 | Tchéquie   | 1 – 0 | Slovénie | Na Stínadlech, Teplice                           |                                                  |
| 17:30 UTC+2     | Sionko 63e |       |          | Spectateurs : 15 220 Arbitrage : Martin Atkinson | Spectateurs : 15 220 Arbitrage : Martin Atkinson |
| 17:30 UTC+2     | Rapport    |       |          | Spectateurs : 15 220 Arbitrage : Martin Atkinson | Spectateurs : 15 220 Arbitrage : Martin Atkinson |

| 15 octobre 2008 | Slovaquie      | 2 – 1 | Pologne      | Tehelne Pole, Bratislava                        |                                                 |
| 20:30 UTC+2     | Šesták 85e 86e |       | Smolarek 70e | Spectateurs : 17 650 Arbitrage : Bertrand Layec | Spectateurs : 17 650 Arbitrage : Bertrand Layec |
| 20:30 UTC+2     | Rapport        |       |              | Spectateurs : 17 650 Arbitrage : Bertrand Layec | Spectateurs : 17 650 Arbitrage : Bertrand Layec |

| 15 octobre 2008 | Irlande du Nord                                   | 4 – 0 | Saint-Marin | Windsor Park, Belfast                         |                                               |
| 19:45 UTC+1     | Healy 30e · McCann 43e · Lafferty 56e · Davis 75e |       |             | Spectateurs : 12 957 Arbitrage : Petteri Kari | Spectateurs : 12 957 Arbitrage : Petteri Kari |
| 19:45 UTC+1     | Rapport                                           |       |             | Spectateurs : 12 957 Arbitrage : Petteri Kari | Spectateurs : 12 957 Arbitrage : Petteri Kari |

| 19 novembre 2008 | Saint-Marin | 0 – 3 | Tchéquie                            | Stadio Olimpico, Serravalle                   |                                               |
| 20:30 UTC+1      |             |       | Kováč 47e · Pospěch 53e · Necid 66e | Spectateurs : 1 318 Arbitrage : Hannes Kaasik | Spectateurs : 1 318 Arbitrage : Hannes Kaasik |
| 20:30 UTC+1      | Rapport     |       |                                     | Spectateurs : 1 318 Arbitrage : Hannes Kaasik | Spectateurs : 1 318 Arbitrage : Hannes Kaasik |

| 11 février 2009 | Saint-Marin | 0 – 3 | Irlande du Nord                     | Stadio Olimpico, Serravalle                        |                                                    |
| 20:30 UTC+1     |             |       | McAuley 6e · McCann 32e · Brunt 63e | Spectateurs : 1 942 Arbitrage : Dragomir Stankovic | Spectateurs : 1 942 Arbitrage : Dragomir Stankovic |
| 20:30 UTC+1     | Rapport     |       |                                     | Spectateurs : 1 942 Arbitrage : Dragomir Stankovic | Spectateurs : 1 942 Arbitrage : Dragomir Stankovic |

| 28 mars 2009 | Irlande du Nord                             | 3 – 2 | Pologne                      | Windsor Park, Belfast                           |                                                 |
| 17:15 UTC+0  | Feeney 10e · Evans 47e · Żewłakow 61e (csc) |       | Jeleń 27e · Saganowski 90+1e | Spectateurs : 14 907 Arbitrage : Martin Hansson | Spectateurs : 14 907 Arbitrage : Martin Hansson |
| 17:15 UTC+0  | Rapport                                     |       |                              | Spectateurs : 14 907 Arbitrage : Martin Hansson | Spectateurs : 14 907 Arbitrage : Martin Hansson |

| 28 mars 2009 | Slovénie | 0 – 0 | Tchéquie | Stadion Ljudski vrt, Maribor                   |                                                |
| 20:45 UTC+1  |          |       |          | Spectateurs : 12 500 Arbitrage : Pedro Proença | Spectateurs : 12 500 Arbitrage : Pedro Proença |
| 20:45 UTC+1  | Rapport  |       |          | Spectateurs : 12 500 Arbitrage : Pedro Proença | Spectateurs : 12 500 Arbitrage : Pedro Proença |

| 1er avril 2009 | Tchéquie        | 1 – 2 | Slovaquie                  | AXA Arena, Prague                                         |                                                           |
| 20:30 UTC+2    | Jankulovski 30e |       | Šesták 22e · Jendrišek 82e | Spectateurs : 14 956 Arbitrage : Alberto Undiano Mallenco | Spectateurs : 14 956 Arbitrage : Alberto Undiano Mallenco |
| 20:30 UTC+2    | Rapport         |       |                            | Spectateurs : 14 956 Arbitrage : Alberto Undiano Mallenco | Spectateurs : 14 956 Arbitrage : Alberto Undiano Mallenco |

| 1er avril 2009 | Pologne | 10 – 0 | Saint-Marin | Stade Miejski, Kielce                              |                                                    |
| 20:30 UTC+2    | Boguski 1re 27e · Smolarek 18e 60e 72e 81e · R. Lewandowski 43e · Jeleń 51e · M. Lewandowski 63e · Saganowski 88e |        |             | Spectateurs : 15 200 Arbitrage : Aliaksei Kulbakou | Spectateurs : 15 200 Arbitrage : Aliaksei Kulbakou |
| 20:30 UTC+2    | Rapport |        |             | Spectateurs : 15 200 Arbitrage : Aliaksei Kulbakou | Spectateurs : 15 200 Arbitrage : Aliaksei Kulbakou |

| 1er avril 2009 | Irlande du Nord | 1 – 0 | Slovénie | Windsor Park, Belfast                       |                                             |
| 19:45 UTC+1    | Feeney 73e      |       |          | Spectateurs : 13 243 Arbitrage : Alon Yefet | Spectateurs : 13 243 Arbitrage : Alon Yefet |
| 19:45 UTC+1    | Rapport         |       |          | Spectateurs : 13 243 Arbitrage : Alon Yefet | Spectateurs : 13 243 Arbitrage : Alon Yefet |

| 6 juin 2009 | Slovaquie                                                                          | 7 – 0 | Saint-Marin | Tehelne Pole, Bratislava                           |                                                    |
| 17:30 UTC+2 | Marek Cech 3e 32e · Pekarík 12e · Stoch 35e · Kozak 42e · Jakubko 63e · Hanzel 68e |       |             | Spectateurs : 6 652 Arbitrage : Jérôme Efong Nzolo | Spectateurs : 6 652 Arbitrage : Jérôme Efong Nzolo |
| 17:30 UTC+2 | Rapport                                                                            |       |             | Spectateurs : 6 652 Arbitrage : Jérôme Efong Nzolo | Spectateurs : 6 652 Arbitrage : Jérôme Efong Nzolo |

| 12 août 2009 | Slovénie                                                         | 5 – 0 | Saint-Marin | Stadion Ljudski vrt, Maribor                        |                                                     |
| 20:45 UTC+3  | Koren 19e 74e · Radosavljevič 39e · Kirm 54e · Ljubijankic 90+3e |       |             | Spectateurs : 4 400 Arbitrage : Dimitar Meckarovski | Spectateurs : 4 400 Arbitrage : Dimitar Meckarovski |
| 20:45 UTC+3  | Rapport                                                          |       |             | Spectateurs : 4 400 Arbitrage : Dimitar Meckarovski | Spectateurs : 4 400 Arbitrage : Dimitar Meckarovski |

| 5 septembre 2009 | Pologne          | 1 – 1 | Irlande du Nord | Stade de Silésie, Chorzów                               |                                                         |
| 20:30 UTC+2      | Hughes 80e (csc) |       | Lafferty 38e    | Spectateurs : 38 914 Arbitrage : Manuel Mejuto Gonzalez | Spectateurs : 38 914 Arbitrage : Manuel Mejuto Gonzalez |
| 20:30 UTC+2      | Rapport          |       |                 | Spectateurs : 38 914 Arbitrage : Manuel Mejuto Gonzalez | Spectateurs : 38 914 Arbitrage : Manuel Mejuto Gonzalez |

| 5 septembre 2009 | Slovaquie                      | 2 – 2 | Tchéquie              | Tehelne Pole, Bratislava                    |                                             |
| 20:30 UTC+2      | Šesták 60e · Hamšík 73e (pen.) |       | Pudil 68e · Baroš 84e | Spectateurs : 23 800 Arbitrage : Tom Ovrebo | Spectateurs : 23 800 Arbitrage : Tom Ovrebo |
| 20:30 UTC+2      | Rapport                        |       |                       | Spectateurs : 23 800 Arbitrage : Tom Ovrebo | Spectateurs : 23 800 Arbitrage : Tom Ovrebo |

| 9 septembre 2009 | Irlande du Nord | 0 – 2 | Slovaquie                | Windsor Park, Belfast                          |                                                |
| 19:45 UTC+1      |                 |       | Šesták 15e · Holosko 67e | Spectateurs : 13 019 Arbitrage : Bjorn Kuipers | Spectateurs : 13 019 Arbitrage : Bjorn Kuipers |
| 19:45 UTC+1      | Rapport         |       |                          | Spectateurs : 13 019 Arbitrage : Bjorn Kuipers | Spectateurs : 13 019 Arbitrage : Bjorn Kuipers |

| 9 septembre 2009 | Tchéquie                                                     | 7 – 0 | Saint-Marin | City Stadium, Uherske Hradiste                    |                                                   |
| 17:20 UTC+2      | Baroš 28e 44e 45e (pen.) 66e · Sverkos 47e 90+5e · Necid 86e |       |             | Spectateurs : 8 121 Arbitrage : Arman Amirkhanyan | Spectateurs : 8 121 Arbitrage : Arman Amirkhanyan |
| 17:20 UTC+2      | Rapport                                                      |       |             | Spectateurs : 8 121 Arbitrage : Arman Amirkhanyan | Spectateurs : 8 121 Arbitrage : Arman Amirkhanyan |

| 9 septembre 2009 | Slovénie                              | 3 – 0 | Pologne | Stadion Ljudski vrt, Maribor                    |                                                 |
| 20:45 UTC+2      | Dedic 13e · Novakovic 44e · Birsa 62e |       |         | Spectateurs : 10 226 Arbitrage : William Collum | Spectateurs : 10 226 Arbitrage : William Collum |
| 20:45 UTC+2      | Rapport                               |       |         | Spectateurs : 10 226 Arbitrage : William Collum | Spectateurs : 10 226 Arbitrage : William Collum |

| 10 octobre 2009 | Tchéquie               | 2 – 0 | Pologne | Generali Arena, Prague                           |                                                  |
| 20:30 UTC+2     | Necid 51e · Plašil 72e |       |         | Spectateurs : 14 010 Arbitrage : Claus Bo Larsen | Spectateurs : 14 010 Arbitrage : Claus Bo Larsen |
| 20:30 UTC+2     | Rapport                |       |         | Spectateurs : 14 010 Arbitrage : Claus Bo Larsen | Spectateurs : 14 010 Arbitrage : Claus Bo Larsen |

| 10 octobre 2009 | Slovaquie | 0 – 2 | Slovénie                 | Tehelne Pole, Bratislava                        |                                                 |
| 20:30 UTC+2     |           |       | Birsa 56e · Pecnik 90+3e | Spectateurs : 23 800 Arbitrage : Wolfgang Stark | Spectateurs : 23 800 Arbitrage : Wolfgang Stark |
| 20:30 UTC+2     | Rapport   |       |                          | Spectateurs : 23 800 Arbitrage : Wolfgang Stark | Spectateurs : 23 800 Arbitrage : Wolfgang Stark |

| 14 octobre 2009 | Tchéquie | 0 – 0 | Irlande du Nord | Generali Arena, Prague                          |                                                 |
| 20:30 UTC+2     |          |       |                 | Spectateurs : 8 002 Arbitrage : Laurent Duhamel | Spectateurs : 8 002 Arbitrage : Laurent Duhamel |
| 20:30 UTC+2     | Rapport  |       |                 | Spectateurs : 8 002 Arbitrage : Laurent Duhamel | Spectateurs : 8 002 Arbitrage : Laurent Duhamel |

| 14 octobre 2009 | Pologne | 0 – 1 | Slovaquie           | Stadion Śląski, Chorzów                        |                                                |
| 20:30 UTC+2     |         |       | Gancarczyk 3e (csc) | Spectateurs : 4 500 Arbitrage : Jonas Eriksson | Spectateurs : 4 500 Arbitrage : Jonas Eriksson |
| 20:30 UTC+2     | Rapport |       |                     | Spectateurs : 4 500 Arbitrage : Jonas Eriksson | Spectateurs : 4 500 Arbitrage : Jonas Eriksson |

| 14 octobre 2009 | Saint-Marin | 0 – 3 | Slovénie                                   | Stadio Olimpico, Serravalle                 |                                             |
| 20:30 UTC+2     |             |       | Novakovič 24e · Stevanovič 67e · Šuler 81e | Spectateurs : 1 745 Arbitrage : Zsolt Szabó | Spectateurs : 1 745 Arbitrage : Zsolt Szabó |
| 20:30 UTC+2     | Rapport     |       |                                            | Spectateurs : 1 745 Arbitrage : Zsolt Szabó | Spectateurs : 1 745 Arbitrage : Zsolt Szabó |

## Buteurs
| Pos | Joueur                   | Pays            | Buts |
| --- | ------------------------ | --------------- | ---- |
| 1   | Euzebiusz Smolarek       | Pologne         | 6    |
| 1   | Stanislav Šesták         | Slovaquie       | 6    |
| 3   | Milan Baroš              | Tchéquie        | 5    |
| 3   | Milivoje Novakovič       | Slovénie        | 5    |
| 5   | Tomáš Necid              | Tchéquie        | 3    |
| 6   | Warren Feeney            | Irlande du Nord | 2    |
| 6   | Kyle Lafferty            | Irlande du Nord | 2    |
| 6   | Grant McCann             | Irlande du Nord | 2    |
| 6   | Rafał Boguski            | Pologne         | 2    |
| 6   | Ireneusz Jelen           | Pologne         | 2    |
| 6   | Robert Lewandowski       | Pologne         | 2    |
| 6   | Marek Saganowski         | Pologne         | 2    |
| 6   | Vaclav Sverkos           | Tchéquie        | 2    |
| 6   | Marek Cech               | Slovaquie       | 2    |
| 6   | Marek Hamšík             | Slovaquie       | 2    |
| 6   | Martin Jakubko           | Slovaquie       | 2    |
| 6   | Ján Kozák                | Slovaquie       | 2    |
| 6   | Valter Birsa             | Slovénie        | 2    |
| 6   | Zlatko Dedič             | Slovénie        | 2    |
| 6   | Robert Koren             | Slovénie        | 2    |
| 6   | Zlatan Ljubijankič       | Slovénie        | 2    |
| 22  | Chris Brunt              | Irlande du Nord | 1    |
| 22  | Steven Davis             | Irlande du Nord | 1    |
| 22  | Jonny Evans              | Irlande du Nord | 1    |
| 22  | David Healy              | Irlande du Nord | 1    |
| 22  | Gareth McAuley           | Irlande du Nord | 1    |
| 22  | Paweł Brożek             | Pologne         | 1    |
| 22  | Mariusz Lewandowski      | Pologne         | 1    |
| 22  | Michał Żewłakow          | Pologne         | 1    |
| 22  | Jakub Błaszczykowski     | Pologne         | 1    |
| 22  | Martin Fenin             | Tchéquie        | 1    |
| 22  | Marek Jankulovski        | Tchéquie        | 1    |
| 22  | Radoslav Kováč           | Tchéquie        | 1    |
| 22  | Jaroslav Plašil          | Tchéquie        | 1    |
| 22  | Zdeněk Pospěch           | Tchéquie        | 1    |
| 22  | Daniel Pudil             | Tchéquie        | 1    |
| 22  | Libor Sionko             | Tchéquie        | 1    |
| 22  | Andy Selva               | Saint-Marin     | 1    |
| 22  | Lubos Hanzel             | Slovaquie       | 1    |
| 22  | Filip Holosko            | Slovaquie       | 1    |
| 22  | Erik Jendrišek           | Slovaquie       | 1    |
| 22  | Miroslav Karhan          | Slovaquie       | 1    |
| 22  | Peter Pekarík            | Slovaquie       | 1    |
| 22  | Martin Škrtel            | Slovaquie       | 1    |
| 22  | Miroslav Stoch           | Slovaquie       | 1    |
| 22  | Andraž Kirm              | Slovénie        | 1    |
| 22  | Nejc Pecnik              | Slovénie        | 1    |
| 22  | Aleksander Radosavljevič | Slovénie        | 1    |
| 22  | Dalibor Stevanovič       | Slovénie        | 1    |
| 22  | Marko Šuler              | Slovénie        | 1    |

| Joueur             | Pays                             | Buts csc |
| ------------------ | -------------------------------- | -------- |
| Ján Ďurica         | Slovaquie (pour Irlande du Nord) | 1        |
| Michal Zewlakow    | Slovénie (pour Irlande du Nord)  | 1        |
| Aaron Hughes       | Irlande du Nord (pour Pologne)   | 1        |
| Seweryn Gancarczyk | Pologne (pour Slovaquie)         | 1        |